# 白 NEXT GENERATION
『白 NEXT GENERATION』（はく ネクスト ジェネレーション）は、渋沢サツキによる日本の漫画作品。「近代麻雀」（竹書房）連載。
『白 HAKU』及び『黒の男』の続編である。『近代麻雀』（竹書房）にて連載していたが、2009年8月1日号掲載の17話を最後に連載が中断されている。単行本は未発売。

## あらすじ
全統トップの優等生、タケルこと久々宇猛（くぐう たける）のクラスにヨージこと逆巻陽士（さかまき ようじ）が転校してきた。ヨージは突然校内模試でトップをとることを宣言し、あっさりと実現する。ヨージはタケルを雀荘に連れて行く。そしてタケルは初めて麻雀をしたにもかかわらず、痛烈な才能を発揮する。タケルは麻雀に惹かれて、勝利していく。そんな中で彼はすべての黒幕である伝説の雀士「白」と出会い、初めて敗北を知る。悔しさを抑えきれないタケルは、やがて白に勝つことを決意する。

## 登場人物
久々宇猛（くぐう たける）
主人公。17歳。医学部志望の高校3年生。短髪の美少年。性格は素直で快活だがかなり勝気で挑発に乗りやすい。また、大鷲組の縄張りへヨージを助けに行ったり最速の資金をBUY（後述）により奪うため危険牌をためらいなく切るなど、行動力もある。全統トップの優等生だったが、ヨージの転校をきっかけに麻雀と出会い、天才的な才能を見せる。ヨージと会う前は麻雀はゲームでする程度だった。序盤は麻雀を楽しむスタンスだったが、白と出会い、完敗したことがきっかけで白に勝つという目標を得、さらに深く麻雀の世界に引き込まれる。彼の父親は今は亡き天才的な代打ち、十字猛夫であると言われているが本人は否定している。
白（はく）
本名は水野義江（みずの よしえ）。41歳。長髪の美形。初期はサングラスで顔を隠していた。資金4,000億の弟子丸ファンドのファンドマネージャーだが、ファンドの資金10億を麻雀で稼ぎ出した伝説の打ち手。今は亡き十字は彼のライバルで、十字の息子とされるタケルを麻雀の世界に引きずり込んだ張本人。タケルと宇賀神の戦いの最終局で宇賀神に代わって卓につき、トップだったタケルからダブル役満の直撃を奪い、ハコ下に下す。その後もタケルの借用書（白、大鷲組との戦いの負け分）を両神会に売るなどして暗躍している。『白 HAKU』の主人公だった。
逆巻陽士（さかまき ようじ）
高校3年生。18歳。初期は白の部下であり、白の命令でタケルを麻雀に誘うためタケルの学校に転校してきた。帰国子女で、転校したその日の校内模試でタケルに勝つ。性格はタケルに劣らず強気で、挑発的な発言も目立つ。白と大鷲組に嵌められたことがきっかけで白と決別する。ベリーショートの髪型と、ずり下がったメガネがトレードマーク。
十字猛夫（じゅうじ　たけお）
タケルの実の父親と言われる男。享年45歳。かつての大鷲組の代打ちで伝説的な雀士であった。白の宿命のライバルであったが18年前に他界。『黒の男』の主人公だった。
久々宇鈴（くぐう　れい）
タケルの母親。39歳。雀荘に通っていたタケルに麻雀を止めるように言う。その際、麻雀を憎んでいる態度を見せる。
久々宇章（くぐう　あきら）
タケルの現在の父親。52歳。医者会の会長で、厳格な印象。
宇賀神孝（うがじん たかし）
無敵を誇る新宿大鷲組の代打ち。38歳。ヨージに完勝し、タケルをも追い詰めた実力者。相手の手を読み、攻めを封じるテクニックを持つ。
一谷牧（いちたに　まき）
新宿大鷲組の四代目組長。41歳。白の昔からの友人。十字を慕っており、十字の息子と言われるタケルに好意的に接する。
招代せり夏（おぎしろ せりか）
タケルに声をかけた美少女。18歳。白の部下で、タケルの動向を白に伝えている。「Gehenna」で加賀智とともに解説をしながらタケルと最速の戦いを見守っていた。容姿・言動は愛らしいが、自分の正体を知るヨージに口封じをするしたたかさを持つ。
秋葉順一（あきば　じゅんいち）
プロ雀士。天帝リーグ戦代表で、高レート雀荘「順風」のオーナーである。タケルとヨージの攻めをさばき、逆転トップを取る手腕を見せる。ヨージの嫌味をことごとく受け流す人格者でもある。
加賀智（かがち）
両神会会長。白からタケルの借用書を買い、タケルに両神会の代打ちになるように言う。
最速（いちはや）
両神会の代打ち。加賀智がタケルを両神会の代打ちにするのに反発し、タケルに勝負を挑む。先代の両神会の代打ちに勝ち、その命を奪って代打ちについた。最初はBUYルールでタケルを圧倒していたが、形勢が逆転した途端、死の恐怖におののいた。最終的には敗れ、命の危機にさらされるが、タケルが彼の負け分を支払ったことで助かる。
成金
本名は不明。太目でメガネをかけている。「Gehenna」でタケルと最速とともに卓を囲んでいた。金に物を言わせた打ち方をし、最速が全財産をつぎ込んだ時も容赦なく上乗せした。他人が死の恐怖におびえる姿を見て楽しむ冷酷な男。
お姉さん
本名は不明。大胆な服装をした女性。「Gehenna」でタケルと最速とともに卓を囲んでいた。BUY麻雀を楽しんでいるが、最速が全財産や臓器を差し出してBUYに乗り出した時は驚愕して引き下がるなど、成金ほど冷徹ではない。

## 用語
弟子丸ファンド
資金4000億のファンド。白はこのファンドのマネージャー。表面上の代表は弟子丸だが、実質ファンドを仕切っているのは白である。
大鷲組
新宿の暴力団で、かつて十字が代打ちを務めていた。現在の組長は4代目の一谷牧で、現在の代打ちは宇賀神である。
Gehenna(ゲヘナ)
火災で放置された廃ビルの最上階に設置された麻雀クラブ。特別ルール「BUYルール」が特徴。Gehennaとは「地獄」という意味である。ここのオーナーは白である。
BUYルール
麻雀クラブ「Gehenna」の特別ルール。
・「BUY（バイ）」と発声し捨て牌を買える。
・複数人のBUYが入ると捨て牌は50万円単位の競りに勝った者に渡る。なお、競りに負けても金は払わなくてはならない。
・BUYはチーとポンに優先される。
・BUYされた牌が捨て牌から消えた時点で振り聴は解消される。
・BUYとロンは発声優先。ただし同時の場合はBUY優先。
・BUYで支払われた金はプールされトップのものになる。
・マイナス分は臓器で支払う。眼球、腎臓、肝臓などは各100万。心臓は300万。